# Seʾev Boim

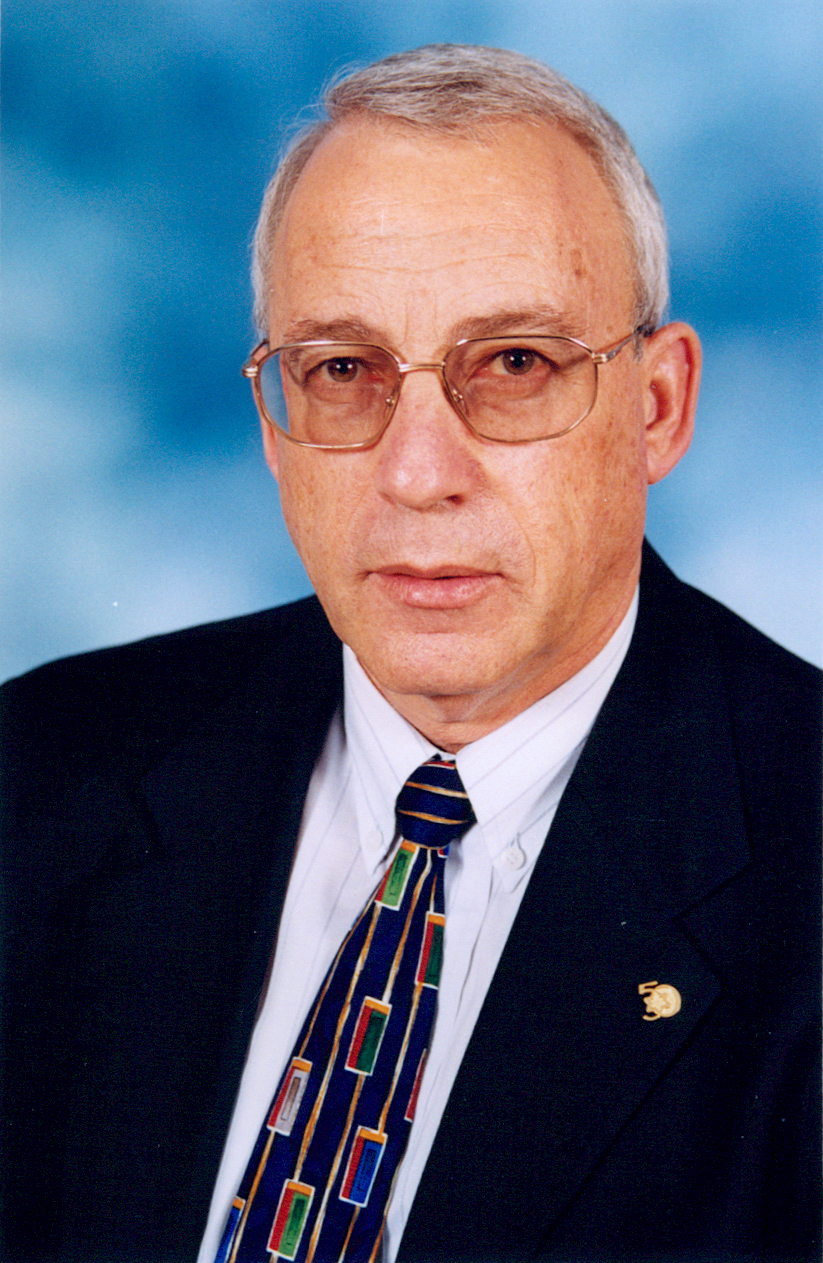
Seʾev Boim

Seʾev Boim (hebräisch זְאֵב בְוֹיְם, auch als Zeʾev transliteriert; * 30. April 1943 in Jerusalem; † 18. März 2011 in Milwaukee, Wisconsin) war ein israelischer Politiker des Likud sowie der Kadima.

## Leben
Nach dem Schulbesuch studierte er Geschichte und Israelische Literatur an der Hebräischen Universität Jerusalem. Nach Abschluss des Studiums leistete er seinen Militärdienst bei den Streitkräften und war zuletzt Kompaniechef einer Panzerkompanie. Danach war er als Lehrer tätig und Rektor einer Comprehensive High School in Kirjat Gat sowie zeitweise auch Rektor der Jüdisch-Sephardischen Schule in Mexiko.
Nach seiner Rückkehr engagierte er sich in zahlreichen Organisationen in Kiryat Gat und war Vorsitzender des Jugenddorfs „Kedma“, Vorsitzender des Board of Directors der Entwicklungsgesellschaft von Kiryat Gat, Vorsitzender des Direktoriums des überregionalen Industrieparks von Kiryat Gat und des Regionalverbandes Lachisch sowie Vorsitzender der Kommunalen Umweltqualitätsvereinigung von Aschkelon. Zwischen 1983 und 1996 war er Bürgermeister von Kirjat Gat.
Im Juni 1996 wurde Boim als Kandidat des Likud erstmals zum Mitglied der Knesset gewählt und gehörte dieser zunächst bis Juni 1999 an. Im Juli 2000 wurde er wiederum Mitglied der Knesset und gehörte dieser bis zu seinem Tod an. Zwischen 2000 und 2003 war er zeitweise auch Vorsitzender der Fraktion des Likud.
Im März 2003 wurde er zunächst stellvertretender Verteidigungsminister im Kabinett von Ministerpräsident Ariel Scharon, ehe er nach einer Kabinettsumbildung zwischen Januar und Mai 2006 Minister für Bau- und Wohnungswesen sowie Minister für Landwirtschaft und ländliche Entwicklung war.
Während der 16. Legislaturperiode wurde er Mitglied der 2005 gegründeten Kadima und vertrat diese auch in der 17. und 18. Legislaturperiode.
Im Mai 2006 wurde er von Ministerpräsident Ehud Olmert zum Minister für Einwanderungsangelegenheiten ernannt und damit zum Nachfolger von Tzipi Livni. Bei einer Kabinettsumbildung am 4. Juli 2007 übernahm er wiederum das Amt des Ministers für Bau- und Wohnungswesen und behielt diesen Ministerposten bis zum 31. März 2009.
Zuletzt war er Vorsitzender des Knesset-Unterausschusses zur Prüfung der Einsatzbereitschaft der Heimatfront. Boim war außerdem Mitglied des Treuhandrates der Ben-Gurion-Universität des Negevs in Beʾer Scheva, Mitglied des Rates der Gesellschaft für Naturschutz sowie Mitglied der Freunde des Barzelai-Krankenhauses in Aschqelon.
Boim verstarb nach längerer Erkrankung an einem Pankreastumor in einem Krankenhaus in Milwaukee.

## Veröffentlichungen
- To be a Free Nation – A History of the Jewish People in Modern Times, 3 Bände
- The United States During the Cold War – President Truman